# لا ورری، سوئیس

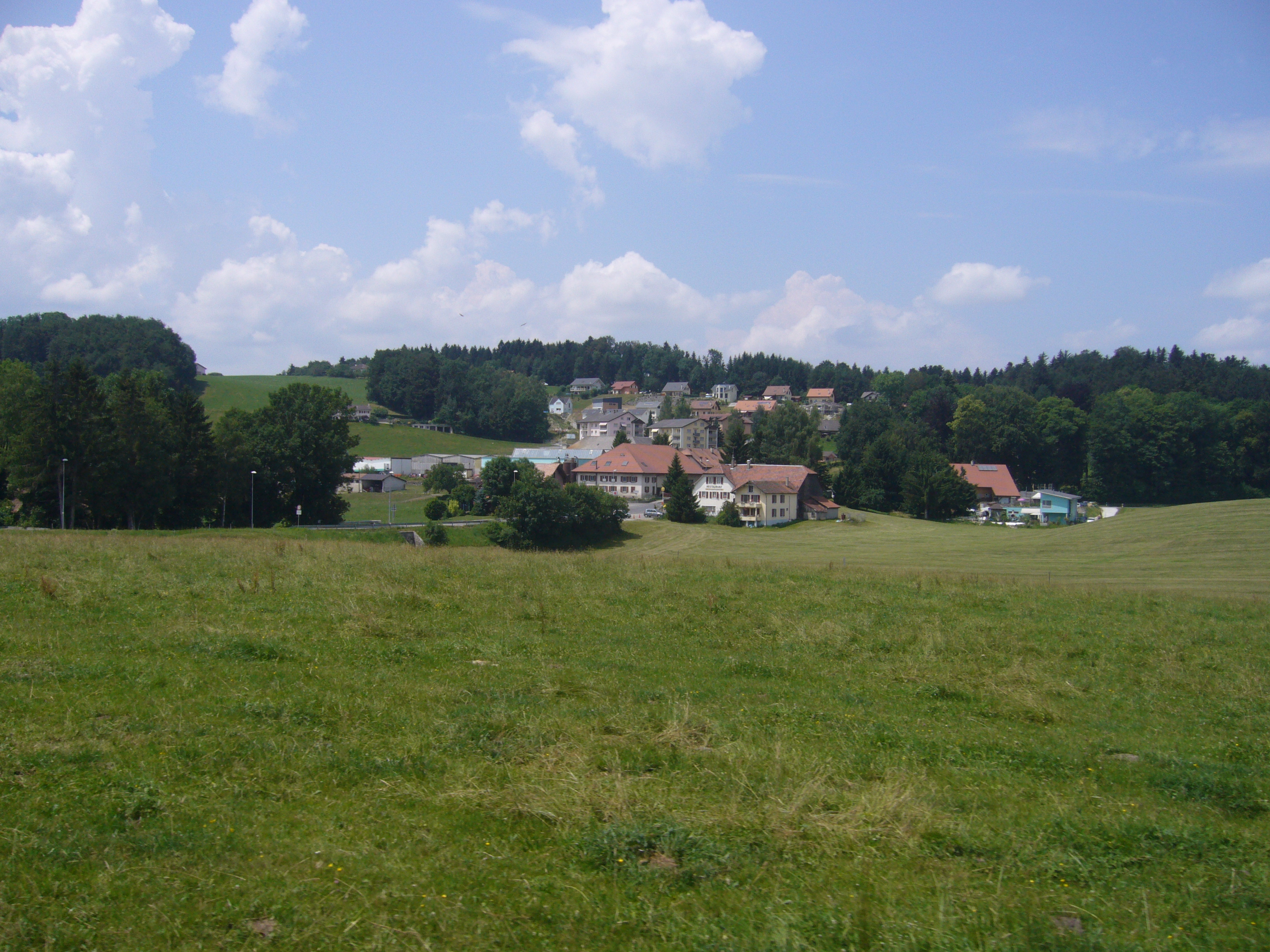
لا ورری، سوئیس

لا ورری (به فرانسوی: La Verrerie)(به آرپیتان: La Vèrriére)  یک شهر و شهرداری است که در بخش وو وز کانتون فریبورگ در کشور سوئیس واقع شده است. لا ورری در ۱ ژانویه ۲۰۰۴ بر اثر ادغام سه روستای لو کرت، گراتواش و پروژان، به فرمان دولت محلی کانتون فریبورگ به وجود آمد.
جمعیت این شهر در پایان سال ۲۰۱۸ بالغ بر ۱۱۸۸ نفر بوده است. موقعیت جغرافیایی لا ورری در جنوب غربی کانتون فریبورگ، در غرب کشور سوئیس است.

## جغرافیا
مجموع مساحت لا ورری بالغ بر ۱۳.۴۳ کیلومتر مربع(۵.۱۹ مایل مربع) است. از این مساحت، ۷۸/۲ درصد آن برای مصارف کشاورزی استفاده می‌شود. به‌علاوه، ۱۴/۷ درصد زمین‌های لا ورری را جنگل تشکیل می‌دهد و ۶/۶ درصد آن برای سکونتگاه انسانی(شهر، روستا و...) مورد بهره‌برداری قرار می‌گیرد. درنهایت، ۰/۳ درصد از مساحت لا ورری را آب‌ها(رودخانه، دریاچه و...) تشکیل می‌دهد.
طبق سرشماری انجام شده در سال ۲۰۰۸، ۹۵/۲ درصد ساکنان لا ورری به زبان فرانسوی صحبت می‌کنند. همچنین زبان‌های آلمانی و آرپیتان نیز توسط برخی از ساکنان به‌عنوان زبان اصلی تکلم می‌شود. طبق نتایج سرشماری همان سال، ۹/۴ درصد از ساکنان لا ورری را شهروندان خارجی تشکیل می‌دهند.